# Венинг, Питер
Пи́тер Ве́нинг (нидерл. Pieter Weening; род. 5 апреля 1981 в Харкеме, Нидерланды) — нидерландский профессиональный шоссейный велогонщик, выступающий за проконтинентальную команду «Team Roompot–Nederlandse Loterij». Победитель трёх индивидуальных этапов на гранд-турах.

## Карьера
Первый профессиональный контракт Венинг подписал в 2004 году с командой «Rabobank», за которую выступал на протяжении 8 сезонов. В первом профессиональном году Венинг выиграл ряд малоизвестных гонок, а также смог закончить Вуэльту на 59-й позиции.
В 2005 году Венинг был в шаге от победы на втором этапе Тура Страны Басков, однако упал незадолго до финиша. На своём первом Тур де Франс Венинг смог выиграть 8-й этап, опередив своего напарника по отрыву — немца Андреаса Клодена всего на 9 миллиметров или на 0.0002 секунды. В том же году голландец выиграл этап на Тура Польши. По итогам года Венинг был признал лучшим нидерландским велоспортсменом.
Следующая большая победа пришла к Венингу в 2009 году на третьем этапе Тура Австрии. В 2010 году голландец достойно выступил на Джиро, заняв 24-ю позицию, а спустя год выиграл пятый этап итальянской многодневки и стал лидером общего зачёта.

## Достижения
2002
1-й  Тур Тюрингии
1-й — Этап 3
2003
1-й  Адриатическая магистраль
1-й  Горная классификация
1-й — Этап 2
1-й — Этап 1 Тур Тюрингии
3-й Льеж — Бастонь — Льеж U23
3-й Ля Кот Пикард
2005
1-й — Этап 8 Тур де Франс
2-й Тур Польши
1-й — Этап 6
2009
1-й — Этап 3 Тур Австрии
3-й Вуэльта Мурсии
4-й Тур Польши
2010
2-й Чемпионат Нидерландов в групповой гонке
2011
1-й — Этап 5 Джиро д’Италия
6-й Тур Романдии
2013
1-й  Тур Польши
2-й Тур Лангкави
2-й Примус Классик
6-й Тур Страны Басков
8-й Энеко Тур
8-й Амстел Голд Рейс
2014
1-й Джиро ди Тоскана
1-й — Этапы 1 (КГ) & 9 Джиро д’Италия
2015
1-й — Этап 1 (КГ) Джиро д’Италия
2016
1-й  Тур Норвегии
1-й — Этап 2
1-й — Этап 6 Тур Швейцарии
2017
1-й  Горная классификация Тур Австрии
1-й  Горная классификация Тур Йоркшира
3-й Тур Норвегии
1-й — Этап 3
2018
1-й — Этап 5 Тур Австрии
2-й Тур Хорватии

## Статистика выступлений

### Гранд-туры
| Гонка           | 2004 | 2005 | 2006 | 2007 | 2008 | 2009 | 2010 | 2011 | 2012 | 2013 | 2014 | 2015 |
| --------------- | ---- | ---- | ---- | ---- | ---- | ---- | ---- | ---- | ---- | ---- | ---- | ---- |
| Джиро д'Италия  | –    | –    | –    | –    | –    | –    | 24   | 45   | –    | 38   | НФ   | 92   |
| Тур де Франс    | –    | 72   | 93   | 128  | 63   | –    | –    | –    | 72   | –    | –    | –    |
| Вуэльта Испании | 59   | –    | 61   | –    | –    | 44   | –    | –    | 88   | –    | –    | –    |

| —  | Не участвовал  |
| НФ | Не финишировал |